# 國際選民登記冊
國際選民登記冊（英語：International Register of Electors，或譯選民國際註冊庫），是針對加拿大聯邦選舉中居住於加拿大境外合格選民的資料庫，由同時維護全國選民登記冊的加拿大選舉事務署管理。

## 登記資格
旅居國外的加拿大公民，可透過網路、傳真、郵寄或快遞服務，向加拿大選舉事務署提出申請。申請人必須為加拿大公民，且於投票日當天年滿18歲；申請人須於申請書提供離開加拿大前的最後住址及身分證明。
申請獲得批准後，申請人將被列入國際選民登記冊，並取得其加拿大最後住址所屬選區的投票資格，選舉事務署並通知申請人已加入國際選民登記冊。:26
2019年以前，旅居國外超過5年的加拿大僑民，將喪失其投票資格。2019年《選舉現代化法案》獲得御准後，此項規定隨之廢除，於國外居住超過5年的公民同樣具有投票資格。

## 投票
選舉日前，列入國際選名登記冊的選民將收到一份適用於該次選舉的工具包，內容物包括選票、投票說明、已預付郵資的回郵信封（寄往加拿大選舉事務署渥太華辦公室）、外部（印有選區和姓名）信封、內部（選票）信封。:35選舉事務署於加拿大境外並未設立辦事處，各大使館、領事館或高級專員公署也不提供選舉工具包或設立投票站。
為確保投票的保密性，填寫完的選票會裝入白色的內部信封並密封，接著再將內部信封裝入印有選民姓名及選區的外部信封 ，並將外部信封簽名、密封，最後放入已預付郵資的回郵信封:35；選民須確保郵寄選票在截止日期前送達選舉事務署渥太華辦公室，否則該選票將不被計算。

## 統計
國際選民登記冊於2015年有44,843人登記在冊，2019年則增加至83,774人（第1.5節）（其中有34,144人於2019年加拿大聯邦大選中投票）。:36其他政府統計資訊方面，2019年有235,686名加拿大公民向全球事務部申報居住於國外，每年約有24萬本護照和旅行證件核發給旅居國外的加拿大公民。加拿大統計局於2022年發布的報告統計，2016年居住於國外的加拿大僑民（包括孩童）人數為400萬，佔當時全國人口的12.6％。（第8節）

## 延伸閱讀
- . Supreme Court of Canada. 2019-01-11  [2024-04-21]. （原始内容存档于2024-08-16） （英语）.
- Duncan, Fraser. . Saskatchewan Law Review. 2020, 83 (2)  [2024-04-21] （英语）.
- Lum, Zi-Ann. . Huffington Post Canada. 2019-01-11  [2024-04-21]. （原始内容存档于2025-02-14） （英语）.